# リヨン大学

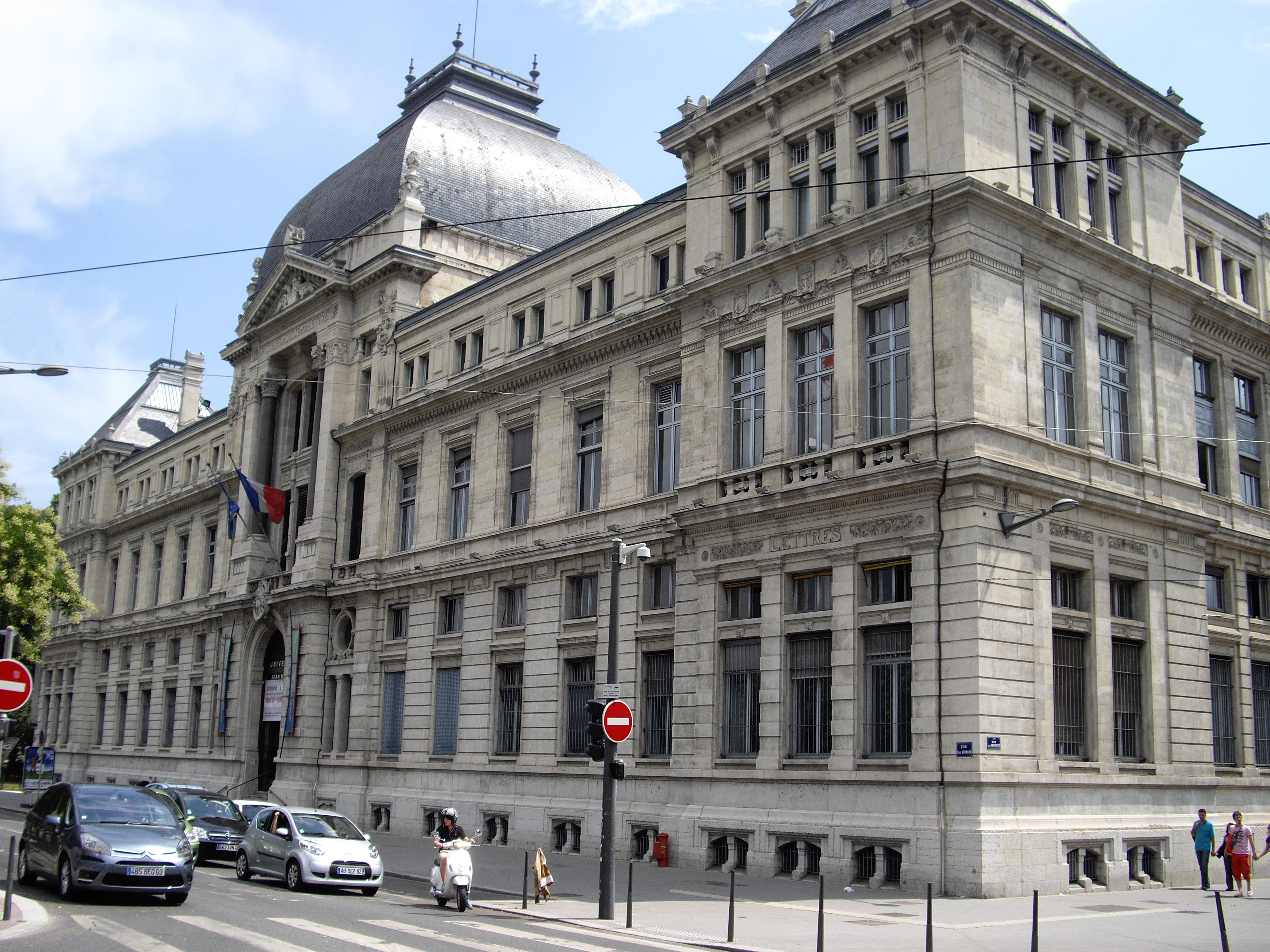
リヨン第3大学法学部

リヨン大学 (仏語:Université de Lyon、英語:University of Lyon)は、フランスの中南東部の都市リヨンにある大学群。現在は3つの大学に分かれている。

## 構成

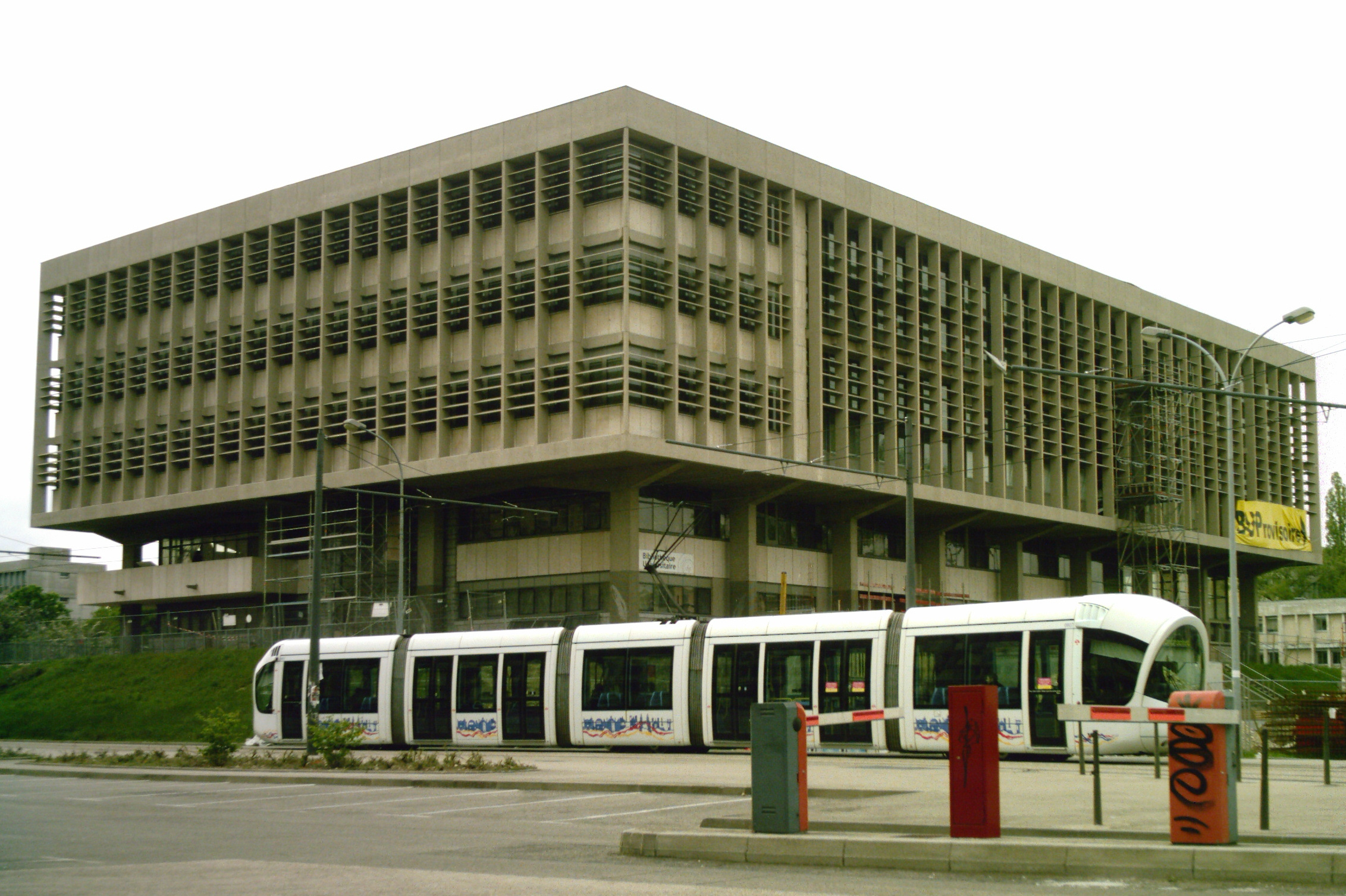
ヴィルールバンヌにあるリヨン大学図書館

- 1809年 リヨン大学創立（文学、理学、神学）
- リヨン第1大学 (クロード・ベルナール) : 医学、薬学、理学、工学、
- リヨン第2大学 (リュミエール) : 人文科学、経済学、社会科学、芸術学、歴史学、心理学、言語学、外国語
- リヨン第3大学 (ジャン・ムーラン) :  法学、政治学、経営学、哲学、人文科学、外国語

## キャンパス
- ヴィルールバンヌ ラ・ドゥア キャンパス（リヨン第1大学）
- リヨン7区 キャンパス（リヨン第2大学、リヨン第3大学）

## 関係者
主な出身者
- クロード・ベルナール（医師、生理学者）
- アレクシス・カレル（ノーベル生理学・医学賞受賞者）
- アンヌ・イダルゴ（現・パリ市長）
- クリストフ・ウェバー（武田薬品工業社長兼CEO、日本製薬工業協会副会長）
- 稲畑勝太郎（日本の実業家、政治家）

研究その他でゆかりある人物
- 木下杢太郎（日本の医学者、詩人）

## 対外関係
- フランスコンソーシアム加盟
- 関西学院大学・学習院大学・慶應義塾大学・法政大学・武蔵大学・成蹊大学・島根大学・専修大学・東京大学・東北大学・長岡技術科学大学・広島大学・明治大学・早稲田大学・山梨大学等の間に協定留学制度がある。